# Налимье (озеро, Туруханский район, исток реки Налимья)
Нали́мье — пресноводное озеро в Туруханском районе Красноярского края, расположено к западу от Енисея в его нижнем течении, в междуречье рек Кедровая и Маковская (Дипкун).
Площадь 46 км². Площадь водосборного бассейна — 105 км². Высота над уровнем моря — 58 м. Длина озера 9 км, наибольшая ширина − 5,7 км. На северо-востоке вытекает река Налимья, приток Маковской.
Озеро имеет форму близкую к прямоугольной, слегка вытянутую в северном направлении. Берега слабо изрезаны. Острова и населённые пункты на озере отсутствуют. Впадает ряд незначительных ручьёв. На южном берегу возвышенность c отметкой 182 м.

## Данные водного реестра
По данным государственного водного реестра России и геоинформационной системы водохозяйственного районирования территории РФ, подготовленной Федеральным агентством водных ресурсов:
- Бассейновый округ — Енисейский
- Речной бассейн — Енисей
- Речной подбассейн — Енисей ниже впадения Нижней Тунгуски
- Водохозяйственный участок — Енисей от впадения реки Нижняя Тунгуска до в/п города Игарка без реки Курейка от истока до Курейского гидроузла
- Код водного объекта — 17010800211116100003355